# Lee Guk-joo
Lee Guk-joo (em coreano: 이국주, nascida em 5 de janeiro de 1986), é uma comediante sul-coreana da FNC Entertainment.

## Juventude e carreira
Lee fez sua estréia ao ingressar na MBC como uma comediante de 15ª geração. Ela inicialmente assinou com a CoKo Entertainment, mas devido à sua falência, mais tarde assinou com a FNC Entertainment.
Ela é também conhecida por ser grande amiga dos cantores Jackson Wang do GOT7, Jin do BTS (no qual teve boato dele ser o ex-namorado dela, mais a noticia foi negada pela mesma)  e Henry Lau.

## Filmografia

### Séries de televisão
| Ano     | Título                     | Rede de TV          | Função                                   |
| ------- | -------------------------- | ------------------- | ---------------------------------------- |
| 2011-12 | Ugly Miss Young-Ae         | tvN                 | Aparições especiais/breve aparições      |
| 2014    | After School: Lucky or Not | DramaFever Sohu.com | Teenage "It" Girl                        |
| 2014    | A Witch's Love             | tvN                 | Mulher incompreendida (pequena aparição) |
| 2014    | What Happens to My Family? | KBS                 | Escritora (pequena aparição)             |
| 2014    | Plus Nine Boys             | tvN                 | Kang Min-kyung (pequena aparição)        |
| 2015    | Dream Knight               | Youku Tudou         | Pintinho Motoqueiro                      |
| 2016    | Click Your Heart           | NAVER TV            | Enfermeira                               |

### Programas de variedades
| Ano          | Título                       | Network    | Função                                    | Notas             |
| ------------ | ---------------------------- | ---------- | ----------------------------------------- | ----------------- |
| 2011–present | Comedy Big League            | tvN, MBC   | Elenco regular                            | Skit Comedy       |
| 2014         | Running Man                  | SBS        | Convidada                                 | Episódio 205      |
| 2014–2015    | Roommate                     | SBS        | Elenco regular                            | Temporada 2       |
| 2015         | Match Made In Heaven Returns | MBC every1 | MC especial                               | Episódio 1-3      |
| 2015         | One Night Study              | Mnet       | Apresentadora                             | Episódio 1-10     |
| 2015         | I Can See Your Voice         | Mnet       | Equipe de detetives surdos                | Episódio 10       |
| 2015         | Running Man                  | SBS        | Convidada                                 | Episódio 255      |
| 2015–2016    | I Live Alone                 | MBC        | Membro do elenco                          | Episódios 137-183 |
| 2016         | Vocal War: God's Voice       | SBS        | Painelista fixo                           | Episódios 3-17    |
| 2016         | Battle Trip                  | KBS2       | Concorrente com Ahn Young-mi              | Episódio 13       |
| 2016         | Hit the Stage                | Mnet       | Painelista fixo                           | Episódios 3-10    |
| 2016–2017    | We Got Married (Season 4)    | MBC        | Membro do elenco com Untouchable's Sleepy | Episódios 349-372 |
| 2016–2017    | Secretly Greatly             | MBC        | Co-apresentadora                          |                   |
| 2017         | Battle Trip                  | KBS2       | Concorrente com Park Na-rae               | Episódios 63-64   |
| 2018         | Running Man                  | SBS        | Convidada                                 | Episódio 405      |
| 2018         | Busted!                      | Netflix    | Breve aparição                            | Episódio 3        |
| 2019         | Running Man                  | SBS        | Convidada                                 | Episódio 476      |

### Programa de rádio
| Ano         | Título                    | Notas       |
| ----------- | ------------------------- | ----------- |
| 2014        | K.will Youngstreet        | DJ especial |
| 2015 – 2018 | Lee Guk Joo's Youngstreet | DJ Radio    |

### Aparições em videoclipes
| Ano  | Título da música    | Artista |
| ---- | ------------------- | ------- |
| 2011 | "Watch Out"         | ZE:A    |
| 2014 | "Short Hair"        | AOA     |
| 2014 | "Taxi on the Phone" | Kidoh   |

## Prêmios e indicações
| Ano  | Prêmio                    | Categoria                                  | Trabalho nomeado                       | Result   |
| ---- | ------------------------- | ------------------------------------------ | -------------------------------------- | -------- |
| 2007 | MBC Entertainment Awards  | Best Female Newcomer in a Sitcom or Comedy |                                        | Venceu   |
| 2014 | SBS Entertainment Awards  | New Star Award                             | Roommate: Season 2, Entertainment News | Venceu   |
| 2015 | 51st Paeksang Arts Awards | Best Variety Performer – Female            | Roommate: Season 2, Comedy Big League  | Venceu   |
| 2015 | SBS Entertainment Awards  | Radio DJ Power FM awards                   | Lee Guk Joo's Youngstreet              | Venceu   |
| 2016 | MBC Entertainment Awards  | High Excellence Award                      | I Live Alone, We Got Married           | Venceu   |
| 2016 | MBC Entertainment Awards  | Best Couple Award (paired with Sleepy)     | We Got Married                         | Indicado |
| 2016 | tvN10 Awards              | Best Comedienne                            | Comedy Big League                      | Indicado |